# Chréa
Chréa (em árabe: الشريعة) é uma pequena cidade localizada na província de Blida, Argélia, em uma área montanhosa chamada Atlas do Tell, perto de Blida. Segundo o censo de 2008, a população total da cidade era de 783 habitantes.